# Estación São Judas
La estación São Judas es una de las estaciones de la línea 1 - Azul del Metro de São Paulo. Fue inaugurada el 14 de septiembre de 1974.

## Características y Demanda
La estación São Judas, es una estación subterránea, con plataformas laterales. Posee en las plataformas paneles con los colores que representan a Brasil, de la misma manera que las estaciones Jabaquara, Vila Mariana, Vergueiro y São Bento (excepto Sé).
La demanda de esta estación es de 22 mil pasajeros por día, siendo en conjunto con la Praça da Árvore, la menos transitada de la zona sur, y se ubica en la 4ª posición con menor demanda, de esta línea, solo superando a Jardim São Paulo, Carandirú, ambas con 12 mil pasajeros, Parada Inglesa, con 15 mil pasajeros por día, y Tiradentes, esta con solo 19 mil entradas por día.

## Líneas de SPTrans
Líneas de la SPTrans que salen de la Estación São Judas de Metro:
| Línea   | Destino              |
| ------- | -------------------- |
| 4742/10 | Jardim Clímax        |
| 4742/21 | Jardim São Savério   |
| 4742/31 | Jardim Celeste       |
| 5091/10 | Jardim Ubirajara     |
| 5123/21 | Jardim Miriam        |
| 675A/10 | Parque Santo Antônio |
| 675I/10 | Terminal João Dias   |

## Tabla
| Sigla | Estación  | Inauguración             | Capacidad                  | Integración              | Plataformas | Posición    | Comentarios                                   |
| ----- | --------- | ------------------------ | -------------------------- | ------------------------ | ----------- | ----------- | --------------------------------------------- |
| JUD   | São Judas | 14 de septiembre de 1974 | 20 mil pasajeros hora/pico | Bilhete Único de SPTrans | Laterales   | Subterránea | Estación con estructura de concreto aparente. |